# باسل أبو حمدان
باسل أبو حمدان هو ملك جمال لبنان 2007 ومتسابق رالي و عارض أزياء سابق. فاز برالي دبي 2011.

## الدراسة والمسيرة المهنية
حاز على الماجستير في الرياضة و اللياقة البدنية من الجامعة الأميركية في بيروت. درّب الرياضة في نادي الفينيسيا الرياضي. تخصص في سباق الرالي.